# Selago inconstans
Selago inconstans är en flenörtsväxtart som beskrevs av O.M. Hilliard. Selago inconstans ingår i släktet Selago och familjen flenörtsväxter. Inga underarter finns listade i Catalogue of Life.